# Kvalifikations Ligaen 2015
La Kvalifikations Ligaen 2015 è  il campionato di football americano di secondo livello, organizzato dalla DAFF.

## Squadre partecipanti
| Club                 | Città      | Stadio | Sponsor ufficiale | Risultato nella stagione 2014 |
| -------------------- | ---------- | ------ | ----------------- | ----------------------------- |
| Avedøre Monarchs     | Hvidovre   |        |                   |                               |
| Copenhagen Tomahawks | Copenaghen |        |                   |                               |
| Esbjerg Hurricanes   | Esbjerg    |        |                   |                               |
| Herning Hawks        | Herning    |        |                   |                               |
| Roskilde Kings       | Roskilde   |        |                   |                               |
| Svendborg Admirals   | Svendborg  |        |                   |                               |

## Stagione regolare

### Calendario

#### 1ª giornata
| Herning 11 aprile 2015, ore 14:00 | Herning Hawks | 9 – 12 referto | Avedøre Monarchs | Herning Atletikstadion |

| Copenaghen 12 aprile 2015, ore 14:00 | Copenhagen Tomahawks | 26 – 22 referto | Svendborg Admirals | Valby Idrætspark |

#### 2ª giornata
| Esbjerg 18 aprile 2015, ore 14:00 | Esbjerg Hurricanes | 12 – 30 referto | Copenhagen Tomahawks | Skibhøj Idrætsanlæg |

#### 3ª giornata
| Herning 25 aprile 2015, ore 14:00 | Herning Hawks | 14 – 20 referto | Roskilde Kings | Herning Atletikstadion |

| Hvidovre 25 aprile 2015, ore 14:00 | Avedøre Monarchs | 0 – 22 referto | Svendborg Admirals | Hvidovre Gymnasium |

#### 4ª giornata
| Esbjerg 2 maggio 2015, ore 14:00 | Esbjerg Hurricanes | 42 – 6 referto | Herning Hawks | Skibhøj Idrætsanlæg |

| Hvidovre 3 maggio 2015, ore 14:00 | Avedøre Monarchs | 6 – 34 referto | Copenhagen Tomahawks | Hvidovre Gymnasium |

#### 5ª giornata
| Svendborg 9 maggio 2015, ore 14:00 | Svendborg Admirals | 26 – 29 referto | Roskilde Kings | Admirals Field |

#### 6ª giornata
| Esbjerg 14 maggio 2015, ore 14:00 | Esbjerg Hurricanes | 8 – 34 referto | Svendborg Admirals | Skibhøj Idrætsanlæg |

| Copenaghen 16 maggio 2015, ore 14:00 | Copenhagen Tomahawks | 46 – 0 referto | Herning Hawks | Valby Idrætspark |

#### 7ª giornata
| Hvidovre 23 maggio 2015, ore 14:00 | Avedøre Monarchs | 0 – 18 referto | Esbjerg Hurricanes | Hvidovre Gymnasium |

| Roskilde 24 maggio 2015, ore 14:00 | Roskilde Kings | 14 – 12 referto | Copenhagen Tomahawks | Roskilde Idrætscenter |

| Herning 24 maggio 2015, ore 14:00 | Herning Hawks | 7 – 26 referto | Svendborg Admirals | Herning Atletikstadion |

#### 8ª giornata
| Copenaghen 30 maggio 2015, ore 14:00 | Copenhagen Tomahawks | 32 – 6 referto | Esbjerg Hurricanes | Valby Idrætspark |

| Roskilde 31 maggio 2015, ore 14:00 | Roskilde Kings | 28 – 0 referto | Avedøre Monarchs | Roskilde Idrætscenter |

#### 9ª giornata
| Svendborg 6 giugno 2015, ore 14:00 | Svendborg Admirals | 27 – 14 referto | Avedøre Monarchs | Admirals Field |

#### 10ª giornata
| Roskilde 14 giugno 2015, ore 15:00 | Roskilde Kings | 17 – 20 referto | Esbjerg Hurricanes | Roskilde Idrætscenter |

#### 11ª giornata
| Hvidovre 20 giugno 2015, ore 14:00 | Avedøre Monarchs | 16 – 0 referto | Herning Hawks | Hvidovre Gymnasium |

| Esbjerg 20 giugno 2015, ore 14:00 | Esbjerg Hurricanes | 18 – 25 referto | Roskilde Kings | Skibhøj Idrætsanlæg |

| Svendborg 21 giugno 2015, ore 14:00 | Svendborg Admirals | 27 – 52 referto | Copenhagen Tomahawks | Admirals Field |

#### 12ª giornata
| Roskilde 15 agosto 2015, ore 14:00 | Roskilde Kings | 28 – 24 referto | Svendborg Admirals | Roskilde Idrætscenter |

| Herning 16 agosto 2015, ore 14:00 | Herning Hawks | 0 – 26 referto | Esbjerg Hurricanes | Herning Atletikstadion |

#### 13ª giornata
| Roskilde 22 agosto 2015, ore 14:00 | Roskilde Kings | 44 – 6 referto | Herning Hawks | Roskilde Idrætscenter |

| Copenaghen 23 agosto 2015, ore 14:00 | Copenhagen Tomahawks | 32 – 0 referto | Avedøre Monarchs | Valby Idrætspark |

#### 14ª giornata
| Hvidovre 30 agosto 2015, ore 14:00 | Avedøre Monarchs | 7 – 6 referto | Roskilde Kings | Hvidovre Gymnasium |

#### 15ª giornata
| Herning 5 settembre 2015, ore 14:00 | Herning Hawks | 0 – 42 referto | Copenhagen Tomahawks | Herning Atletikstadion |

| Svendborg 6 settembre 2015, ore 14:00 | Svendborg Admirals | 20 – 24 referto | Esbjerg Hurricanes | Admirals Field |

#### 16ª giornata
| Esbjerg 19 settembre 2015, ore 14:00 | Esbjerg Hurricanes | 22 – 0 referto | Avedøre Monarchs | Skibhøj Idrætsanlæg |

| Svendborg 19 settembre 2015, ore 14:00 | Svendborg Admirals | 22 – 0 referto | Herning Hawks | Admirals Field |

| Copenaghen 20 settembre 2015, ore 16:00 | Copenhagen Tomahawks | 12 – 6 referto | Roskilde Kings | Valby Idrætspark |

### Classifica
La classifica della regular season è la seguente:
- PCT = percentuale di vittorie, G = partite giocate, V = partite vinte,  P = partite perse, PF = punti fatti, PS = punti subiti

| Pos. | Squadra              | PCT  | G  | V | N | P  | PF  | PS  |
| ---- | -------------------- | ---- | -- | - | - | -- | --- | --- |
| 1    | Copenhagen Tomahawks | .900 | 10 | 9 | 0 | 1  | 318 | 93  |
| 2    | Roskilde Kings       | .700 | 10 | 7 | 0 | 3  | 217 | 139 |
| 3    | Esbjerg Hurricanes   | .600 | 10 | 6 | 0 | 4  | 196 | 164 |
| 4    | Svendborg Admirals   | .500 | 10 | 5 | 0 | 5  | 250 | 188 |
| 5    | Avedøre Monarchs     | .300 | 10 | 3 | 0 | 7  | 55  | 198 |
| 6    | Herning Hawks        | .000 | 10 | 0 | 0 | 10 | 42  | 296 |

## Spareggi promozione
| Aalborg 3 ottobre 2015, ore 14:00 | AaB 89ers | 26 – 6 referto | Copenhagen Tomahawks | Aab´s anlæg |

| Horsens 4 ottobre 2015, ore 14:00 | Horsens Stallions | 34 – 6 referto | Roskilde Kings | Dagnæs Stadion |

## Spareggi retrocessione
| Hvidovre 3 ottobre 2015, ore 15:00 | Avedøre Monarchs | 33 – 28 referto | Køge Marines | Hvidovre Gymnasium |

| Herning 3 ottobre 2015, ore 14:00 | Herning Hawks | 3 – 34 referto | Holstebro Dragons | Herning Atletikstadion |

## Verdetti
- Copenhagen Tomahawks e  Roskilde Kings non promossi
- Avedøre Monarchs non retrocessi
- Herning Hawks retrocessi